# Т-62-5ТДФ
Т-62-5ТДФ - український експортний варіант модернізації радянського танка Т-62.

### Історія
В умовах скорочення державного військового замовлення для збройних сил України у 1990-ті роки харківськими підприємствами військово-промислового комплексу України було розроблено програми модернізації танків Т-54, Т-55, Т-62 та Тип 59. Одним із розроблених варіантів модернізації радянських танків стала схема модернізації танка Т-62 до рівня Т-62-5ТДФ, розроблена Харківським конструкторським бюро машинобудування ім. А. А. Морозова та заводом імені Малишева, яка була завершена у 2002 році та запропонована іноземним замовникам.
У середині 2009 року виконання модернізації танків Т-62 до рівня Т-62-5ТДФ було запропоновано військово-політичному керівництву Єгипту та після завершення тендеру 14 грудня 2009 року міністерство військової промисловості Єгипту уклало контракт з українською державною компанією "Укрспецекспорт" про модернізацію 200 танків Т-62 єгипетської армії, виконання договору було покладено завод імені Малишева. Виконання контракту розпочалося у липні 2010 року, постачання першої партії модернізованої техніки єгипетській стороні планувалося здійснити у середині 2011 року.
Крім виконання робіт з модернізації танків, контракт передбачав передачу технологій єгипетській стороні (реципієнтами яких повинні були стати танкоремонтний завод «Абу-Заабаль» і завод «Кадер»), проте події "арабської весни", що почалася в 2010 році, а також політична криза і наступна за ним зміна уряду в Єгипті на початку 2011 року унеможливила виконання контракту (Однією з обвинувачень, висунутих щодо єгипетського президента Х. Мубарака було незаконне збагачення сім'ї та родичів президента різниці цін закуповуваного Єгиптом озброєння).
3 грудня 2018 року на збройній виставці «EDEX-2018», що проходила в Каїрі, ДК "Укроборонпром" запропонував новий варіант ремоторизації танків Т-62 іноземних замовників, на які запропоновано встановлювати дизельні двигуни 6ТД-2 українського виробництва.

### Опис
У ході здійснення програми модернізації танки Т-62 повинні були пройти модернізацію силового відділення (з встановленням нового танкового двигуна 5ТДФ потужністю 700 к.с. та співвісних з ним бортових коробок передач), модернізацію захисту із встановленням додаткових броньових накладок на лобові частини корпусу та вежі та встановленням вбудованого динамічного захисту), а також модернізацію основного озброєння (заміну 115-мм зброї 2А20 на 120-мм або 125-мм зброю) та системи управління вогнем.